# فرانک و لولا
فرانک و لولا (انگلیسی: Frank & Lola) فیلمی در ژانر معمایی به کارگردانی متیو راس است که در سال ۲۰۱۶ منتشر شد. از بازیگران آن می‌توان به مایکل شنون اشاره کرد.

## خلاصه فیلم
یک دیدار اتفاقی در شب هالوین باعث می‌شود یک سرآشپز عاشق زنی زیبا و البته مرموز شود. وسواس او باعث می‌شود همراه آن زن به پاریس برود، اما او خبر از نیت شوم آن زن ندارد…